# Lukas Klostermann
Lukas Manuel Klostermann, född 3 juni 1996, är en tysk fotbollsspelare som spelar för RB Leipzig.

## Landslagskarriär
Klostermann debuterade för Tysklands landslag den 20 mars 2019 i en 1–1-match mot Serbien.
I november 2022 blev Klostermann uttagen i Tysklands trupp till VM 2022.